# Night Boat to Cairo
"Night Boat to Cairo" is een nummer van de Britse band Madness. Het nummer verscheen op hun debuutalbum One Step Beyond... uit 1979. Op 31 maart 1980 werd het nummer uitgebracht als de belangrijkste track op de ep Work Rest and Play.

## Achtergrond
"Night Boat to Cairo" was oorspronkelijk een instrumentaal nummer geschreven door toetsenist Mike Barson, maar werd uitgebreid toen zanger Suggs er een tekst bij schreef. Het heeft een ongebruikelijke structuur, met een enkel lang couplet gevolgd door een nog langere instrumentale sectie. Suggs beschreef het nummer als "een mijlenlange introductie, een paar coupletten en dan mijlen instrumentatie, geen refrein en de titel wordt niet eens genoemd, behalve wanneer ik het roep aan het begin. Het is een atmosfeer met geweldige muziek en woorden - natuurlijk is het een nummer, maar geen traditioneel nummer." Het nummer wordt tijdens concerten van Madness voornamelijk gespeeld als afsluiter van hun concerten. De term "night boat" heeft na de uitgave van het nummer zijn weg gevonden naar het Cockney rhyming slang als term voor een overschrijving of een werkloosheidsuitkering.
"Night Boat to Cairo" zou niet als single worden uitgebracht, omdat Madness vond dat er al genoeg singles van het album waren verschenen. Dave Robinson, hoofd van Stiff Records, was het hier niet mee eens. Uiteindelijk kwamen de partijen tot een compromis waarbij een ep zou worden uitgebracht met een albumtrack en drie nieuwe nummers, wat uiteindelijk resulteerde in de ep Work Rest and Play. Naast "Night Boat to Cairo" bevat deze ep de tracks "Deceives the Eye", "The Young and the Old" en "Don't Quote Me on That". Deze ep behaalde de zesde plaats in de singlehitlijsten in het Verenigd Koninkrijk.
In andere landen werd besloten om "Night Boat to Cairo" wel op single uit te brengen, waaronder in Nederland en België (Vlaanderen). Hier behaalde de plaat respectievelijk de 21e en 29e positie in de Nederlandse Top 40, TROS Top 50 en de Nationale Hitparade en de 25e positie in de voorloper van de Vlaamse Ultrayop 50. In 1983 is het nummer geremixt voor het Amerikaanse compilatiealbum Madness. In 1993 werd het nummer in het Verenigd Koninkrijk voor het eerst als single uitgebracht na het succes van het verzamelalbum Divine Madness en de heruitgave van de single "It Must Be Love", maar het kwam niet verder dan plaats 56.
Na de beslissing om "Night Boat to Cairo" op te nemen op de ep Work Rest and Play, moest er een videoclip bij worden gemaakt. Vanwege tijdgebrek kon er geen goede clip worden gemaakt, dus besloot de band om een low-budget video op te nemen in karaoke-stijl in een studio. De band draagt stereotiepe kleding uit de tijd van het Britse Rijk, inclusief korte broek en een tropenhelm, en speelt het nummer voor een green screen, waarop een Egyptische piramide is geprojecteerd. Tijdens het nummer verschijnt de tekst in beeld terwijl deze gezongen wordt door Suggs. Tijdens de instrumentale sectie van het nummer springen en rennen de bandleden door het beeld en voeren zij hun karakteristieke "Nutty Train", waarin zij allemaal kort achter elkaar lopen, uit. Ondanks de slechte effecten en montage werd de clip populair onder fans van de band.

## Hitnoteringen

### Nederlandse Top 40
| Hitnotering: 28-06-1980 t/m 16-08-1980 | Hitnotering: 28-06-1980 t/m 16-08-1980 | Hitnotering: 28-06-1980 t/m 16-08-1980 | Hitnotering: 28-06-1980 t/m 16-08-1980 | Hitnotering: 28-06-1980 t/m 16-08-1980 | Hitnotering: 28-06-1980 t/m 16-08-1980 | Hitnotering: 28-06-1980 t/m 16-08-1980 | Hitnotering: 28-06-1980 t/m 16-08-1980 | Hitnotering: 28-06-1980 t/m 16-08-1980 | Hitnotering: 28-06-1980 t/m 16-08-1980 |
| Week                                   | 1                                      | 2                                      | 3                                      | 4                                      | 5                                      | 6                                      | 7                                      | 8                                      |                                        |
| -------------------------------------- | -------------------------------------- | -------------------------------------- | -------------------------------------- | -------------------------------------- | -------------------------------------- | -------------------------------------- | -------------------------------------- | -------------------------------------- | -------------------------------------- |
| Positie                                | 35                                     | 30                                     | 25                                     | 22                                     | 21                                     | 22                                     | 33                                     | 34                                     | uit                                    |

### Nationale Hitparade
| Hitnotering: 14-06-1980 t/m 19-07-1980 | Hitnotering: 14-06-1980 t/m 19-07-1980 | Hitnotering: 14-06-1980 t/m 19-07-1980 | Hitnotering: 14-06-1980 t/m 19-07-1980 | Hitnotering: 14-06-1980 t/m 19-07-1980 | Hitnotering: 14-06-1980 t/m 19-07-1980 | Hitnotering: 14-06-1980 t/m 19-07-1980 | Hitnotering: 14-06-1980 t/m 19-07-1980 |
| Week                                   | 1                                      | 2                                      | 3                                      | 4                                      | 5                                      | 6                                      |                                        |
| -------------------------------------- | -------------------------------------- | -------------------------------------- | -------------------------------------- | -------------------------------------- | -------------------------------------- | -------------------------------------- | -------------------------------------- |
| Positie                                | 31                                     | 38                                     | 29                                     | 49                                     | 45                                     | 39                                     | uit                                    |

### NPO Radio 2 Top 2000
| Nummer met noteringen in de NPO Radio 2 Top 2000 | '00 | '01  | '02 | '03 | '04 | '05  | '06  | '07  | '08  | '09 | '10 | '11 | '12 | '13 | '14 | '15 | '16 | '17 | '18  | '19  | '20 | '21  | '22  | '23  | '24  |
| ------------------------------------------------ | --- | ---- | --- | --- | --- | ---- | ---- | ---- | ---- | --- | --- | --- | --- | --- | --- | --- | --- | --- | ---- | ---- | --- | ---- | ---- | ---- | ---- |
| Night Boat to Cairo                              | 888 | 1570 | 945 | 671 | 833 | 1206 | 1424 | 1642 | 1171 | 836 | 933 | 980 | 944 | 858 | 840 | 967 | 971 | 998 | 1178 | 1174 | 984 | 1097 | 1188 | 1210 | 1257 |

1. ↑  Een vetgedrukt getal geeft de hoogste notering aan.
2. ↑  2000 was het eerste jaar met een notering voor dit nummer.

Suggs · Mike Barson · Lee Thompson · Chris Foreman · Mark Bedford · Daniel Woodgate · Chas Smash